# Feromon
Et feromon (af oldgræsk φέρω (phérō) 'at bære' og hormon) er et stof, der udskilles fra organismer til omgivelserne i meget små mængder. Feromonernes betydning er at virke som eksterne signalstoffer over for andre individer af samme art. Der er angstferomoner, fødevejferomoner, sexferomoner og mange andre. 
Feromonernes funktion blandt insekter er særligt grundigt undersøgt, selv om også hvirveldyr kommunikerer ved hjælp af feromoner. Det diskuteres fortsat, om udskillelse af færomoner finder sted hos mennesker.
Hos pattedyr og krybdyr kan feromoner opfanges af G-proteinkoblede receptorer i det vomeronasale organ eller Jacobsons organ, der sidder mellem næsen og munden. Det er dette organ, man ser handyr bruge, når de ”flemer” efter et brunstigt hundyr med den karakteristiske, tilbagerullede overlæbe.

## Eksempler
4-Vinylanisol, 4VA. Samlingsferomon hos vandregræshopper